# Рижков Микола Іванович
Рижко́в Мико́ла Іва́нович (рос. Никола́й Ива́нович Рыжко́в, 28 вересня 1929, с. Диліївка, Донецька область, Українська РСР, СРСР — 28 лютого 2024, Москва, Росія) — радянський партійний діяч. Голова Ради Міністрів СРСР, депутат Державної Думи Російської Федерації. Член ЦК КПРС в 1981—1991 роках. Член Політбюро ЦК КПРС з 23 квітня 1985 по 13 липня 1990 року. Депутат Верховної Ради СРСР 9 — 11-го скликань. Народний депутат СРСР в 1989—1991 роках.

## Життєпис

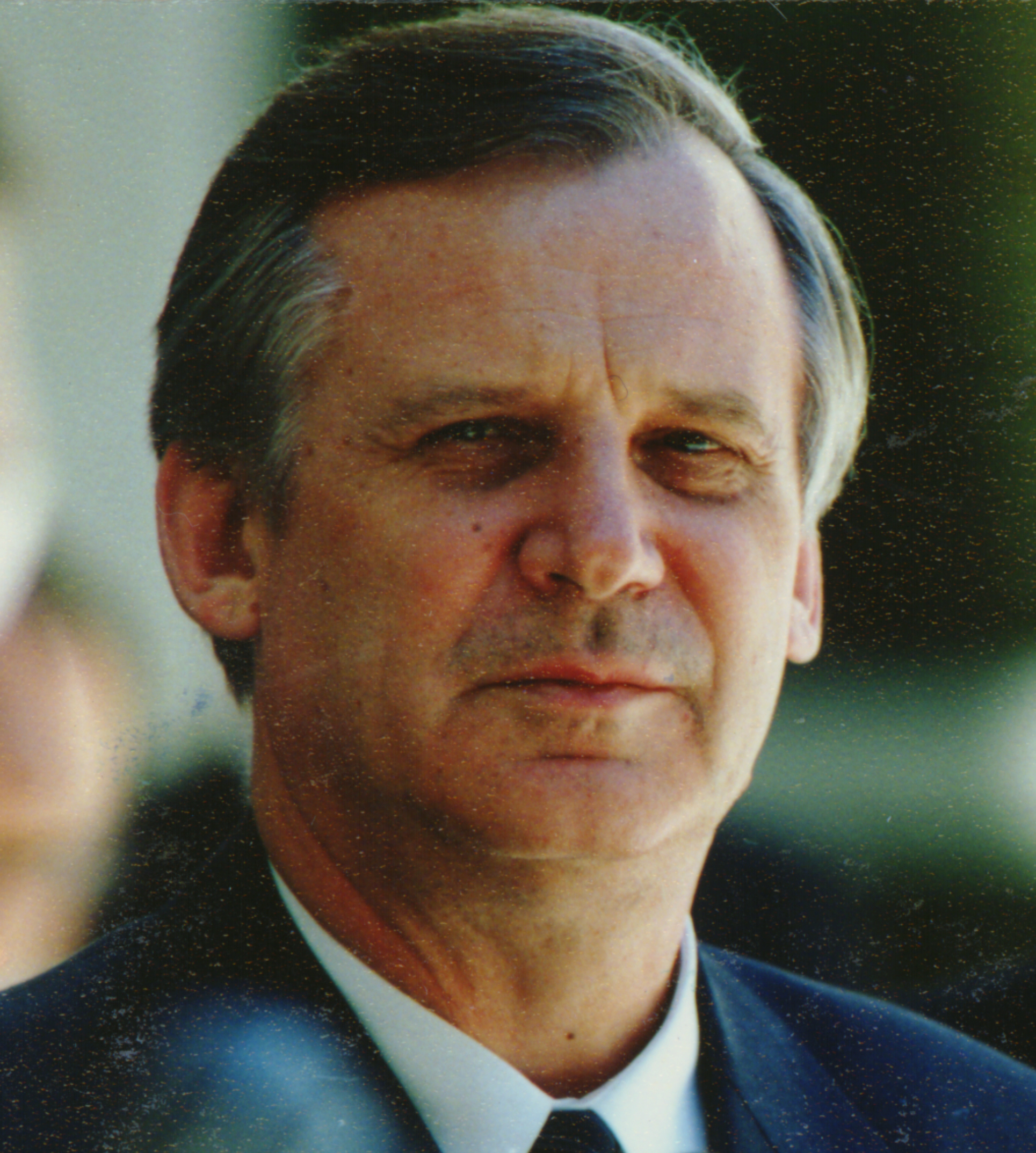
Микола Рижков у лютому 1990 року

Народився 28 вересня 1929 в селі Диліївка поблизу Північного рудника (зараз смт Північне [джерело?] Торецької міськради Донецької області) в родині робітника-шахтаря. Його дід Федір разом з родиною на початку XX століття приїхав до Донбасу і розпочав роботу на Північному руднику.
У 1946 вступив до Краматорського машинобудівного технікуму за спеціальністю технік-механік, який закінчив у 1950. Після закінчення технікуму за розподіленням був направлений у Свердловськ на Уральський машинобудівний завод. У 1950—1955 роках — змінний майстер, начальник прольоту, в 1955—1959 роках — начальник цеху «Уралмашзаводу». Член КПРС з 1956 року.
У 1959 році без відриву від виробництва закінчив Уральський політехнічний інститут імені Кірова.
У 1959—1965 роках — головний технолог із зварювання, заступник директора, в 1965—1970 роках — головний інженер, в 1970—1971 роках — директор «Уралмашзаводу». У 1971—1975 роках — генеральний директор виробничого об'єднання «Уралмаш», де загалом пропрацював 25 років.
У 1975 році переведений до Москви на посаду першого заступника міністра важкого і транспортного машинобудування СРСР.
У 1979—1982 роках — перший заступник голови Держплану СРСР.
З 22 листопада 1982 по 15 жовтня 1985 року — секретар ЦК КПРС з економіки та завідувач економічного відділу ЦК КПРС.
27 вересня 1985 — грудень 1990 (офіційно 14 січня 1991) року — голова Ради Міністрів СРСР.
Під час роботи на посаді Голови Ради Міністрів СРСР Рижков керував штабом з ліквідації аварії на Чорнобильській атомній електростанції, організовував роботу по ліквідації наслідків аварії на ЧАЕС, а також з ліквідації наслідків землетрусу в Вірменії (Спітак, Ленінакан).
19 січня 1991 пішов у відставку з посади Голови Ради Міністрів СРСР внаслідок незгоди з політичними й економічними реформами, які проводилися в країні.
У 1991 балотується кандидатом в президенти РФ. На виборах в червні 1991 здобув друге місце, перемогу здобув Борис Єльцин.
З 1995 — депутат Державної думи Російської Федерації, з 2003 — член Ради Федерації. Мешкав у Москві.

## Антиукраїнська діяльність

Країни, в яких Микола Рижков потрапив під санкції

Проголосував за введення російських військ в Україну. За підтримку загарбницької політики Путіна до нього застосовані санкції у вигляді заморожування активів і заборони на в'їзд з боку країн ЄС 17 березня  та США 20 березня 2014.

## Наукова і творча праця
Лауреат Державної премії СРСР (1969 і 1979). Дійсний член Академії соціальних наук, Академії технологічних наук, Міжнародної інженерної академії. Рижков — автор 6 винаходів, багатьох наукових робіт з машинобудування.

### Книги
- Перебудова: історія зради. (1991)
- Я із партії Росія. (1995)
- Десять років великих потрясінь. (1996)
- Головний свідок. (2009)

## Нагороди, звання

### СРСР
- Два ордени Леніна (26.02.1974, 15.09.1976)
- Орден Жовтневої революції (5.04.1971)
- Два ордени Трудового Червоного Прапора (9.07.1966, 22.08.1984)
- Орден Вітчизняної війни I ст. (23.04.1985)
- Медаль «За доблесну працю. В ознаменування 100-річчя з дня народження Володимира Ілліча Леніна» (1970)
- Дві Державні премії СРСР (1969, 1979)

### Російська Федерація
- Герой праці Російської Федерації (19.09.2019)
- орден «За заслуги перед Вітчизною» І ст. ст. (21.07.2014)
- Орден «За заслуги перед Вітчизною» IV ст. (27.04.2004)
- орден Пошани (12.06.2013)
- Медаль «У пам'ять 850-річчя Москви» (1997)
- Медаль «У пам'ять 1000-річчя Казані» (2005)

### Вірменія
У 1998 році за вагомий особистий внесок в організацію відновлювальних робіт після Спітакського землетрусу в місті Спітаку М. І. Рижкову був встановлений пам'ятник, а у 2008 році йому було надано звання «Національний герой Вірменії», з врученням Ордена Вітчизни.

### Україна
- Орден князя Ярослава Мудрого V ст. (24 вересня 2004)[13] — за визначний особистий внесок у розвиток українсько-російського співробітництва та з нагоди 75-річчя від дня народження (позбавлений)
- Почесний громадянин Дзержинська[14] (позбавлений)

### Церковні
- Орден святого Володимира 2 ступені.

## Санкції
17 березня 2014 року потрапив під санкції Євросоюзу, оскільки "публічно підтримав у Раді Федерації введення російських військ в Україну".
За аналогічними підставами потрапив під санкції США, Канади, Швейцарії та Австралії.
Після вторгнення Росії в Україну внесений до списку санкцій України та Нової Зеландії.